# Prințul Karl Theodor de Bavaria
Prințul Karl Theodor de Bavaria (în germană Karl Theodor Maximilian August von Bayern; n. 7 iulie 1795, Mannheim, Palatinatul Elector – d. 16 august 1875, Tegernsee, Regatul Bavariei, Germania) a fost membru al dinastiei de Wittelsbach. A fost al doilea fiu și al cincilea copil al lui Maximilian I Joseph de Bavaria (1756–1825) și al Augustei Wilhelmine de Hesse-Darmstadt (1765–96).

## Căsnicii
Prințul Karl s-a căsătorit de două ori însă morganatic:
La 1 octombrie 1823 - cu Marie Anna Sophie de Pétin (1796–1838) (numită în 1823 baroneasă von Bayrstorff). Au avut trei copii:
- Caroline Sophie, (1816–89)
- Maximiliane Theodore, (1823–85)
- Franziska Sophie, (1827–1912)

La 7 mai 1859 - cu Henriette Schoeller (1815–66). Nu au rezultat copii din această căsătorie.